# Frank, 1997
Frank, 1997 is het zevende album van de stripreeks De meesters van de gerst van Jean Van Hamme (scenario) en Francis Vallès (tekeningen).  De reeks vertelt in acht albums het verhaal van enkele generaties Belgische bierbrouwers. De strip werd voor het eerst uitgegeven in 1997 bij uitgeverij Glénat.

## Inhoud
François heeft ondertussen zowel de Steenfort- als de Texelbrouwerij in handen. Dan wordt hij echter beschuldigd van de moord op zijn stiefvader Jay. Na een jarenlange gevangenisstraf weet François via een juridische omweg vrij te komen, en start met een missie: hij zal zijn onschuld bewijzen...